# Mabrone
Mabrone  è un comune del Ciad situata nel dipartimento di Assoungha, provincia di Ouaddaï.